# Steve Ludzik
Stephen Paul „Steve“ Ludzik senior (* 3. April 1961 in Etobicoke, Ontario) ist ein ehemaliger kanadischer Eishockeyspieler, -trainer und -funktionär, der im Verlauf seiner aktiven Karriere zwischen 1978 und 1993 unter anderem 468 Spiele für die Chicago Black Hawks und Buffalo Sabres in der National Hockey League auf der Position des Centers bestritten hat. Anschließend war Ludzik als Trainer unter anderem für die Tampa Bay Lightning in der NHL tätig. Seine größten sportlichen Erfolge waren der Gewinn des Calder Cups als aktiver Spieler der New Brunswick Hawks sowie der des Turner Cups als Cheftrainer der Detroit Vipers.

## Karriere

### Spielerkarriere
Ludzik begann seine Juniorenkarriere zunächst in den unterklassigen Juniorenligen der kanadischen Provinz Ontario, wo er für die Markham Waxers in der Ontario Provincial Junior Hockey League auflief. Zur Saison 1978/79 wechselte der Mittelstürmer zu den Niagara Falls Flyers in der Ontario Major Junior Hockey League. Dort war er insgesamt drei Jahre lang aktiv und sammelte in diesem Zeitraum in 235 Einsätzen 408 Scorerpunkte. Dabei verpasste Ludzik in seiner Rookiesaison den Gewinn des J. Ross Robertson Cups nach einer sieben Spiele umfassenden Finalserie gegen die Peterborough Petes nur knapp. Zudem wurde er im NHL Entry Draft 1980 in der zweiten Runde an 28. Position von den Chicago Black Hawks aus der National Hockey League ausgewählt.
Mit Beendigung seiner Juniorenkarriere wurde Ludzik im Sommer 1981 von den Chicago Black Hawks verpflichtet, die ihn mit der Ausnahme von acht NHL-Einsätzen ausschließlich in der American Hockey League einsetzten. Dort ging der Angriffsspieler für das Farmteam New Brunswick Hawks auf Torejagd. Mit dem von Mike Kaszycki und Steve Larmer angeführten Team gewann der Rookie am Saisonende den Calder Cup, wozu er in 88 Einsätzen 72 Punkte beisteuerte. Seine Leistungen bescherten dem 21-Jährigen zur Saison 1982/83 einen Stammplatz im Kader Chicagos – allerdings nicht mehr in der Rolle eines Scorers wie noch im Juniorenbereich, sondern als körperbetont spielender Akteur in einer defensiven Rolle. In dieser Position war der Kanadier in den folgenden sechs Spieljahren eine feste Größe im Kader des Traditionsfranchises. Die Spielzeit 1988/89 verbrachte er aber hauptanteilig in der AHL bei den Saginaw Hawks. Für die Chicago Blackhawks standen lediglich sechs Einsätze in dieser Saison zu Buche.
In der Folge der Degradierung waren Ludziks Dienste für das NHL-Team obsolet geworden, und er wurde im September 1989 gemeinsam mit einem Sechstrunden-Wahlrecht im NHL Entry Draft 1990 zu den Buffalo Sabres transferiert. Die Sabres gaben im Gegenzug Torwart Jacques Cloutier sowie ein Fünftrunden-Wahlrecht desselben Drafts nach Chicago ab. Für Buffalo bestritt der Stürmer aber lediglich elf Einsätze, ehe er auch dort ins AHL-Farmteam, den Rochester Americans, abgestellt wurde. Für die Amerks war Ludzik bis zum Ende der Saison 1991/92 aktiv, wobei er sich wieder auf seine einstigen Scorerfähigkeiten berief und in zwei der drei Jahre sowohl die Marke von 50 Punkten und 20 Toren erreichte. Seine letzte Profispielzeit verbrachte der mittlerweile 31-Jährige zwischen dem Herbst 1992 und Frühjahr 1993 beim österreichischen Erstligisten EK Zell am See.

### Trainerkarriere
Nach seinem Rückzug als Aktiver blieb Ludzik dem Eishockey verbunden und nahm im Sommer 1993 umgehend den Posten als Cheftrainer und General Manager der Muskegon Fury aus der Colonial Hockey League an. Er betreute das Team in dieser Doppelfunktion über einen Zeitraum von zwei Jahren. Gleich in seinem ersten Jahr erhielt er die Auszeichnung als Trainer des Jahres der noch jungen Liga; das zweite Jahr schloss er mit einer Niederlage in der über sechs Spiele andauernden Finalserie gegen den Titelverteidiger Thunder Bay Senators ab.
In der Folge legte Ludzik beide Ämter nieder und verließ das Team. Er heuerte zur Saison 1995/96 als Assistenztrainer bei den Detroit Vipers aus der höherklassigen International Hockey League an und arbeitete dort zunächst unter Cheftrainer und General Manager Rick Dudley, den er aber noch im Verlauf der Spielzeit zunächst auf Interimsbasis als Trainer ablöste. Im folgenden Spieljahr führte Ludzik die Mannschaft als vollwertiger Cheftrainer zum Gewinn des Turner Cups. Dies stellte den Höhepunkt seines bis zum Sommer 1999 andauernden Engagements in Detroit dar, wobei das Team als Titelverteidiger noch einmal die Finalserie erreichte. Dort unterlag sie aber den Chicago Wolves.
Ludziks Leistungen hinter der Bande waren auch den Franchises der National Hockey League nicht verborgen geblieben, so dass er zur Saison 1999/2000 von den Tampa Bay Lightning aus der NHL als Cheftrainer verpflichtet wurde. Dort hatte Rick Dudley den Posten des General Managers übernommen, mit dem er bereits in Detroit erfolgreich zusammengearbeitet hatte. In Tampa blieben die Erfolge aber aus, und nachdem die Mannschaft sowohl im ersten Jahr unter seiner Regie die Playoffs verpasst hatte, als auch im zweiten Jahr schlecht gestartet war, wurde Ludzik noch im Saisonverlauf durch John Tortorella ersetzt.
Er pausierte nach seiner Demission ein Jahr lang und startete zur Saison 2002/03 als Cheftrainer und General Manager in Personalunion bei den Mississauga IceDogs aus der kanadischen Juniorenliga Ontario Hockey League einen Neuanfang. Seine Amtszeit endete jedoch nach nur einem Spieljahr, da er vom Franchise der Florida Panthers aus der NHL als Cheftrainer für deren Farmteam, die San Antonio Rampage aus der American Hockey League verpflichtet wurde. Das Engagement als Cheftrainer endete aber bereits nach zwölf Spielen, da Ludzik zum Assistenztrainer der Florida Panthers befördert wurde. Seine Position nahm bis zum Saisonende Scott Allen ein, den er zur Spielzeit 2004/05 – als die NHL-Saison aufgrund eines erneuten Lockouts komplett ausfiel – auf diesem Posten wieder ablöste. Nach Abschluss des Spieljahres zog sich Ludzik als Trainer vollends zurück. Während seiner Trainertätigkeit hatte Ludzik auch immer wieder für diverse Fernsehsender als Experte bei Eishockeyübertragungen fungiert.
Wie Ludzik im Jahr 2012 bekannt gab, leidet er bereits seit dem Jahr 2000 an der Parkinson-Krankheit. Diese wurde während seiner Amtszeit bei den Tampa Bay Lightning diagnostiziert. Im Jahr 2013 eröffnete er das Steve Ludzik Parkinson’s Rehab Centre in St. Catharines nahe seinem Wohnort Niagara Falls im kanadischen Ontario. Dieses wird durch die Spenden der durch ihn ins Leben gerufenen Steve Ludzik Foundation und private Gönner finanziert.

## Erfolge und Auszeichnungen
- 1982 Calder-Cup-Gewinn mit den New Brunswick Hawks
- 1994 Trainer des Jahres der  Colonial Hockey League
- 1997 Turner-Cup-Gewinn mit den Detroit Vipers (als Cheftrainer)

## Karrierestatistik

### Spielerstatistik
(Legende zur Spielerstatistik: Sp oder GP = absolvierte Spiele; T oder G = erzielte Tore; V oder A = erzielte Assists; Pkt oder Pts = erzielte Scorerpunkte; SM oder PIM = erhaltene Strafminuten; +/− = Plus/Minus-Bilanz; PP = erzielte Überzahltore; SH = erzielte Unterzahltore; GW = erzielte Siegtore; 1 Play-downs/Relegation; Kursiv: Statistik nicht vollständig)

### NHL-Trainerstatistik
(Legende zur Trainerstatistik: Sp oder GC = Spiele insgesamt; W oder S = erzielte Siege; L oder N = erzielte Niederlagen; T oder U = erzielte Unentschieden; OTL oder OTN = erzielte Niederlagen nach Overtime oder Shootout; Pts oder Pkt = erzielte Punkte; Pts% oder Pkt% = Punktquote; Win% = Siegquote; Resultat = erreichte Runde in den Play-offs)